# Galeana 2da. Sección
Galeana 2da. Sección är en ort i Mexiko.   Den ligger i kommunen Juárez och delstaten Chiapas, i den sydöstra delen av landet, 700 km öster om huvudstaden Mexico City. Galeana 2da. Sección ligger 65 meter över havet och antalet invånare är 183.
Terrängen runt Galeana 2da. Sección är platt norrut, men söderut är den kuperad. Runt Galeana 2da. Sección är det ganska glesbefolkat, med 43 invånare per kvadratkilometer. Närmaste större samhälle är Teapa, 19,1 km öster om Galeana 2da. Sección. Trakten runt Galeana 2da. Sección består till största delen av jordbruksmark.